# Evangeline Lilly
Nicole Evangeline Lilly (sinh ngày 3 tháng 8 năm 1979) là một nữ diễn viên và tác giả người Canada. Cô là người nhận được nhiều giải thưởng khác nhau bao gồm Giải thưởng của Hiệp hội Diễn viên Màn ảnh và Giải Phim MTV, và các đề cử cho Giải Quả cầu vàng, Giải Phim do các nhà phê bình lựa chọn, Giải thưởng của Hiệp hội Diễn viên Màn ảnh, Giải Saturn, Giải Empire và 10 Teen Giải thưởng Sự lựa chọn.
Cô đã nhận được sự đánh giá cao nhờ vai chính đầu tiên là Kate Austen trong loạt phim ABC Lost (2004–2010), bộ phim đã mang về cho cô đề cử Giải Quả cầu vàng cho Nữ diễn viên chính xuất sắc nhất trong một bộ phim truyền hình dài tập và cô đã giành được Giải thưởng của Nghiệp đoàn Diễn viên Màn ảnh. Năm 2008, cô đóng vai Connie James trong bộ phim chiến tranh đoạt giải Oscar - The Hurt Locker (2008) và tiếp theo là vai diễn trong bộ phim khoa học viễn tưởng Real Steel (2011). Lilly cũng là tác giả của một bộ sách dành cho trẻ em, The Squickerwonkers (2013–nay).
Lilly đóng vai chính Tauriel trong loạt phim The Hobbit, xuất hiện trong The Desolation of Smaug (2013) và The Battle of the Five Armies (2014). Kể từ năm 2015, cô đóng vai Hope van Dyne / Wasp trong Vũ trụ Điện ảnh Marvel, xuất hiện trong Ant-Man (2015), Ant-Man and the Wasp (2018), Avengers: Endgame (2019) và loạt phim hoạt hình What If...? (2021). Cô dự kiến sẽ đóng lại vai diễn trong Ant-Man and the Wasp: Quantumania (2023).

## Đầu đời
Lilly sinh ra tại Fort Saskatchewan ở Alberta vào ngày 3 tháng 8 năm 1979. Cô được lớn lên ở British Columbia bởi mẹ cô, một giám đốc sản xuất và cha cô, một giáo viên kinh tế gia đình. Cô có cả một chị gái và một em gái.
Lilly tốt nghiệp trường trung học WJ Mouat ở Abbotsford, British Columbia; cô chơi bóng đá và là phó chủ tịch hội học sinh. Ở trường đại học, cô là nhân viên phục vụ, làm "công việc thay dầu và tra dầu mỡ trên các xe tải lớn", và là tiếp viên hàng không cho Royal Airlines để trang trải học phí. Mối quan tâm của cô đối với các nguyên nhân nhân đạo và sự phát triển của thế giới đã đưa cô đến chuyên ngành Quan hệ Quốc tế tại Đại học British Columbia.

## Sự nghiệp

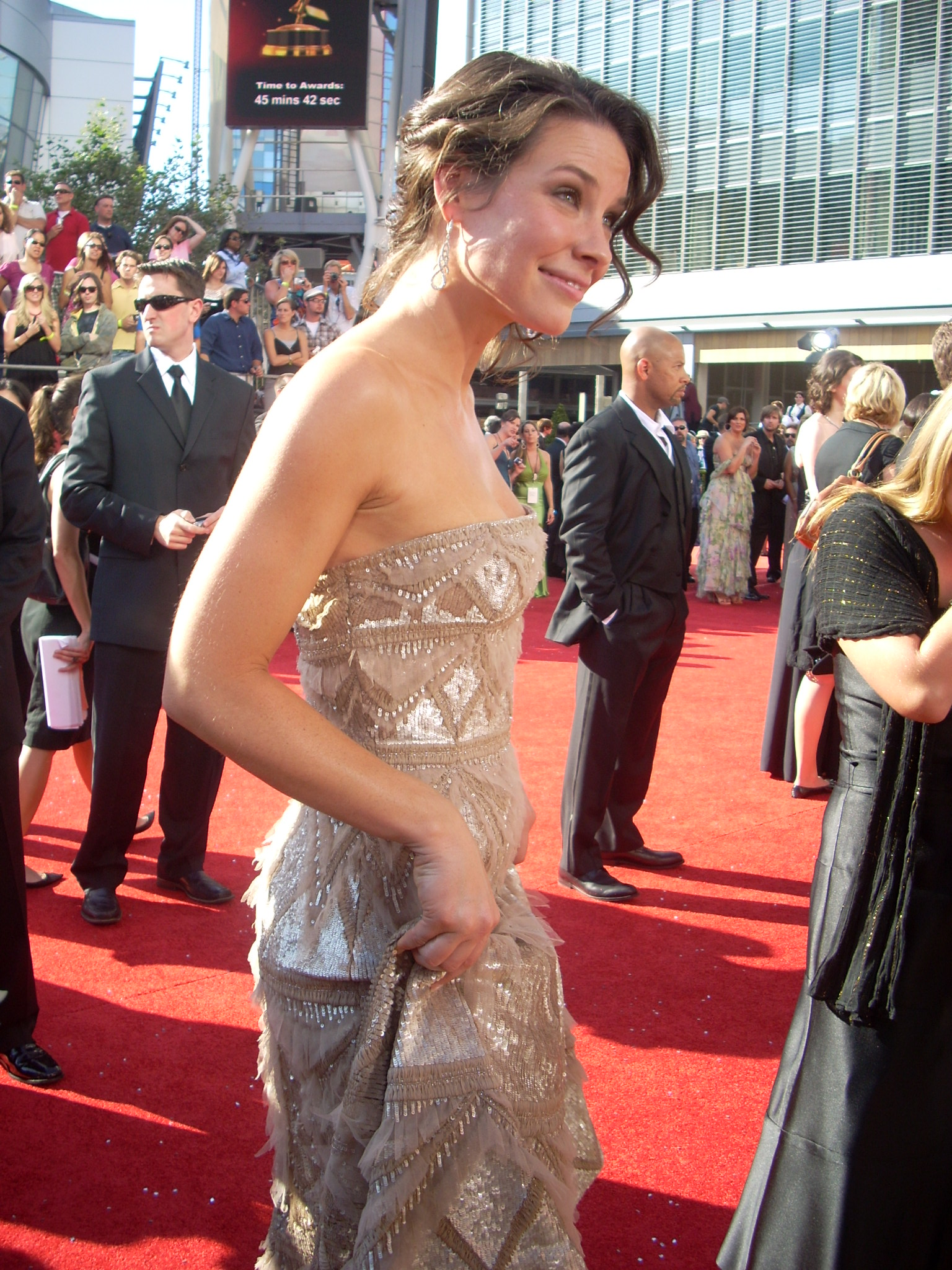
Lilly tại giải Primetime Emmy năm 2008

## Danh sách phim
| Denotes productions that have not yet been released | Biểu thị các tác phẩm chưa được phát hành |

### Điện ảnh
| Year | Title                                     | Role                          | Notes                  |
| ---- | ----------------------------------------- | ----------------------------- | ---------------------- |
| 2003 | Stealing Sinatra                          | Model in Commercial           | Uncredited             |
| 2003 | The Lizzie McGuire Movie                  | Police Officer                | Uncredited             |
| 2003 | Freddy vs. Jason                          | School Student Next to Locker | Uncredited             |
| 2004 | White Chicks                              | Party Guest                   | Uncredited             |
| 2005 | The Long Weekend                          | Simone                        |                        |
| 2008 | The Hurt Locker                           | Connie James                  |                        |
| 2008 | Afterwards                                | Claire                        | French title: Et après |
| 2011 | Real Steel                                | Bailey Tallet                 |                        |
| 2013 | The Hobbit: The Desolation of Smaug       | Tauriel                       |                        |
| 2014 | The Hobbit: The Battle of the Five Armies | Tauriel                       |                        |
| 2015 | Ant-Man                                   | Hope van Dyne                 |                        |
| 2017 | Little Evil                               | Samantha Bloom                |                        |
| 2018 | Ant-Man and the Wasp                      | Hope van Dyne / Wasp          |                        |
| 2019 | Avengers: Endgame                         | Hope van Dyne / Wasp          |                        |
| 2021 | Crisis                                    | Claire Reimann                |                        |
| 2021 | South of Heaven                           | Annie Ray                     |                        |
| 2023 | Ant-Man and the Wasp: Quantumania         | Hope van Dyne / Wasp          | Post-production        |

### Television
| Year      | Title            | Vai diễn                                         | Ghi chú                     |
| --------- | ---------------- | ------------------------------------------------ | --------------------------- |
| 2002–2004 | Smallville       | School Girl / Girl in Cinema / Wade's Girlfriend | 4 tập                       |
| 2003      | Tru Calling      | Party Guest                                      | Tập: "Morning After"        |
| 2004      | Kingdom Hospital | Benton's Girlfriend                              | Tập: "Heartless"            |
| 2004–2010 | Lost             | Kate Austen                                      | 108 tập                     |
| 2021      | What If...?      | Hope van Dyne / Wasp (lồng tiếng)                | Tập: "What If... Zombies?!" |

### Trò chơi điện tử
| Year | Title                     | Voice role           | Notes |
| ---- | ------------------------- | -------------------- | ----- |
| 2018 | Call of Duty: Black Ops 4 | Savannah Mason-Meyer |       |

### Điểm tham quan của công viên giải trí
| Year | Title                              | Role                 | Venue                |
| ---- | ---------------------------------- | -------------------- | -------------------- |
| 2019 | Ant-Man and The Wasp: Nano Battle! | Hope van Dyne / Wasp | Hong Kong Disneyland |
| 2022 | Avengers: Quantum Encounter        | Hope van Dyne / Wasp | Disney Wish          |